# St. Johannis (Schleusingen)

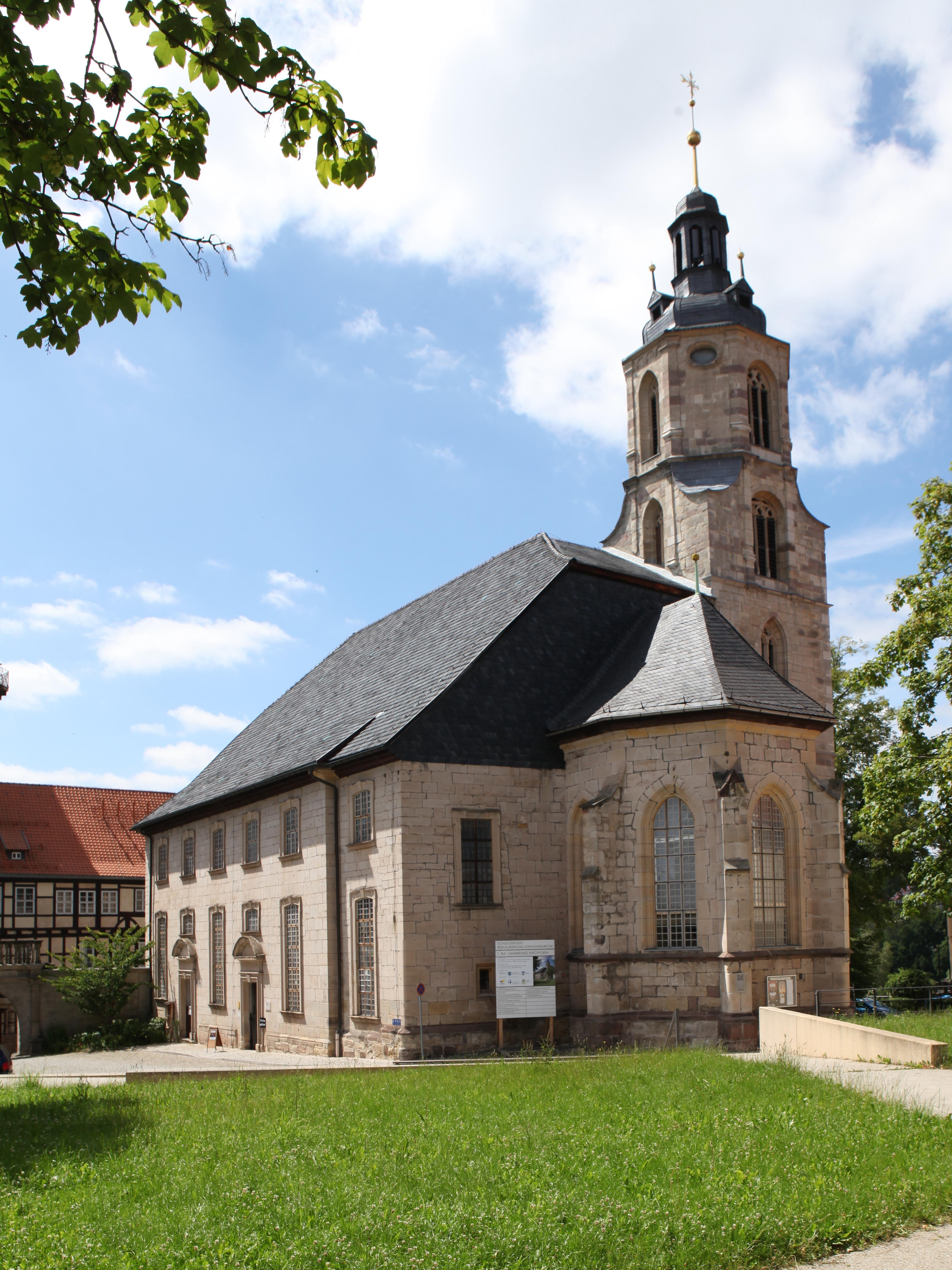
Johanniskirche

St. Johannis ist die evangelisch-lutherische Stadtkirche in Schleusingen (Thüringen). Die ehemalige Schlosskirche steht neben Schloss Bertholdsburg.

## Baugeschichte

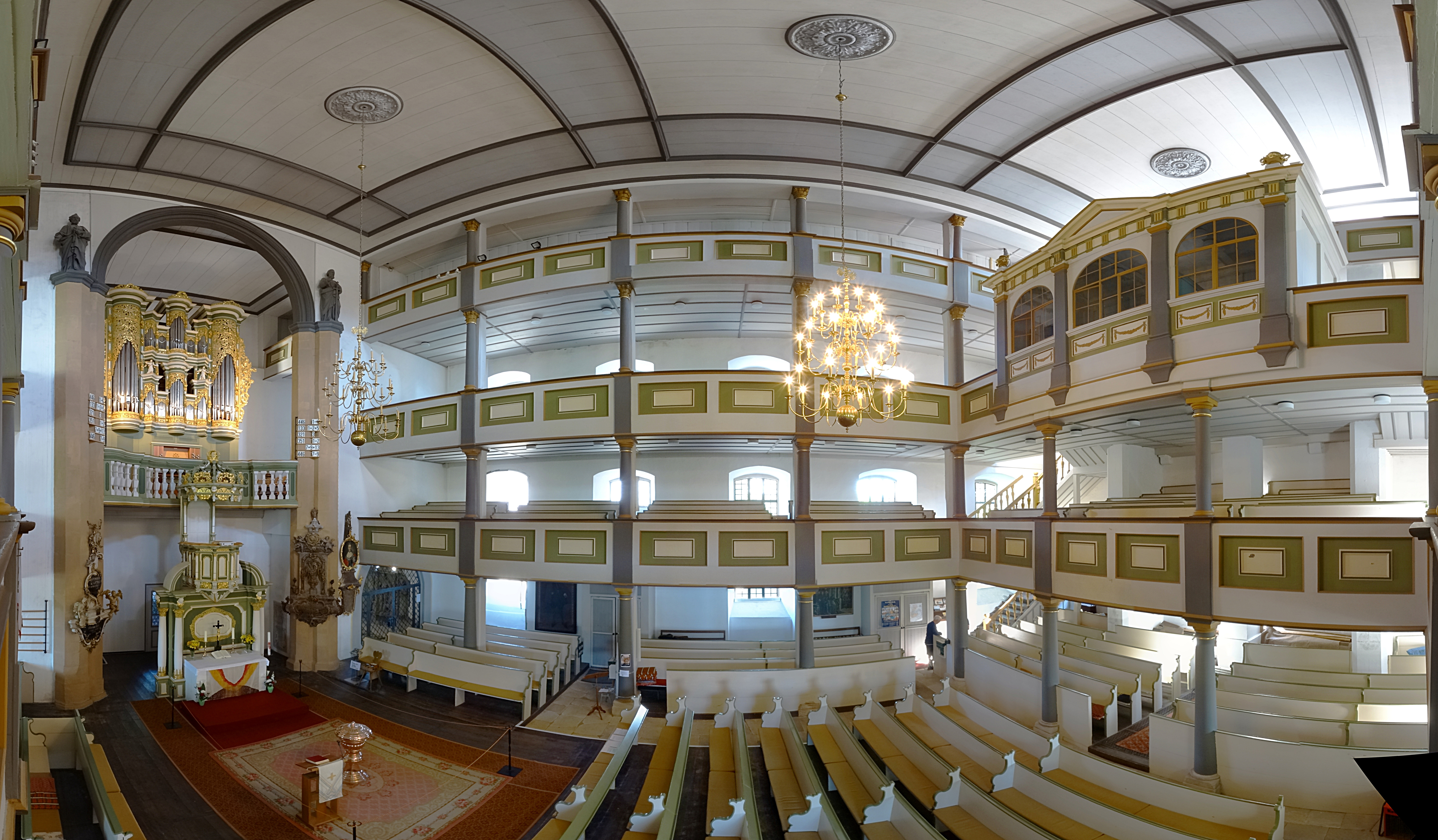
Innenraum-Panorama

Wohl schon 1235 existierte eine Kirche in Schleusingen. 1454 ist der Name St. Johannis erstmals urkundlich belegt. Ende des 15. Jahrhunderts entstand ein Kirchenneubau, der 1498 geweiht wurde. Es war eine dreischiffige, gotische Hallenkirche. Der Kirchturm ist mit der Jahreszahl 1483 als Baubeginn bezeichnet. Er wurde 1608 auf 44 Meter Höhe aufgestockt. Dabei erfolgte im Grundriss ein Übergang vom Viereck zum Achteck und die Verwendung des Rundbogenfrieses als Gestaltungselement.
Von 1725 bis 1729 folgte ein Neubau des Kirchenschiffes als protestantischer Predigtsaal. Der Kirchturm beherbergt im Erdgeschoss die kreuzgewölbte Sakristei und ist wie die Ägidienkapelle, die ehemals neben der Hallenkirche angeordnet war, und der Chor ein Rest des alten Gotteshauses. Der gotische Altar- und Chorraum wurde abgetrennt und bekam eine Zwischendecke für die Orgel. Er wurde in der Folge als Kapelle mit etwa 50 Sitzplätzen genutzt. Die Ägidienkapelle, die seit 1566 als Grablege der Henneberger Grafen diente, wurde in das neue, 21,4 Meter lange und 18 Meter breite Kirchenschiff integriert. Den Zugang zum Kirchenraum, der eine umlaufende, dreigeschossige, dreiseitige Empore hat und etwa 800 Sitzplätze aufweist, bilden zwei große Türen auf der Nord- und Südseite. Der Fürstenstuhl befindet sich auf der Westempore, wo ein Verbindungsgang zum Bertholdsburg bestand. Bei Sanierungsmaßnahmen im Jahr 1880 wurde die ursprüngliche Gipsstuckdecke durch eine hölzerne, flache Kassettendecke ersetzt und im Altarbereich der Triumphbogen mit den Apostelfiguren Paulus und Petrus gestaltet. Bei der Restaurierung in den Jahren 1989 bis 1991 wurde das Mittelgestühl mit einer elektrischen Bankheizung ausgestattet. 2013 folgte eine Sanierung des Kirchturms.

## Ausstattung

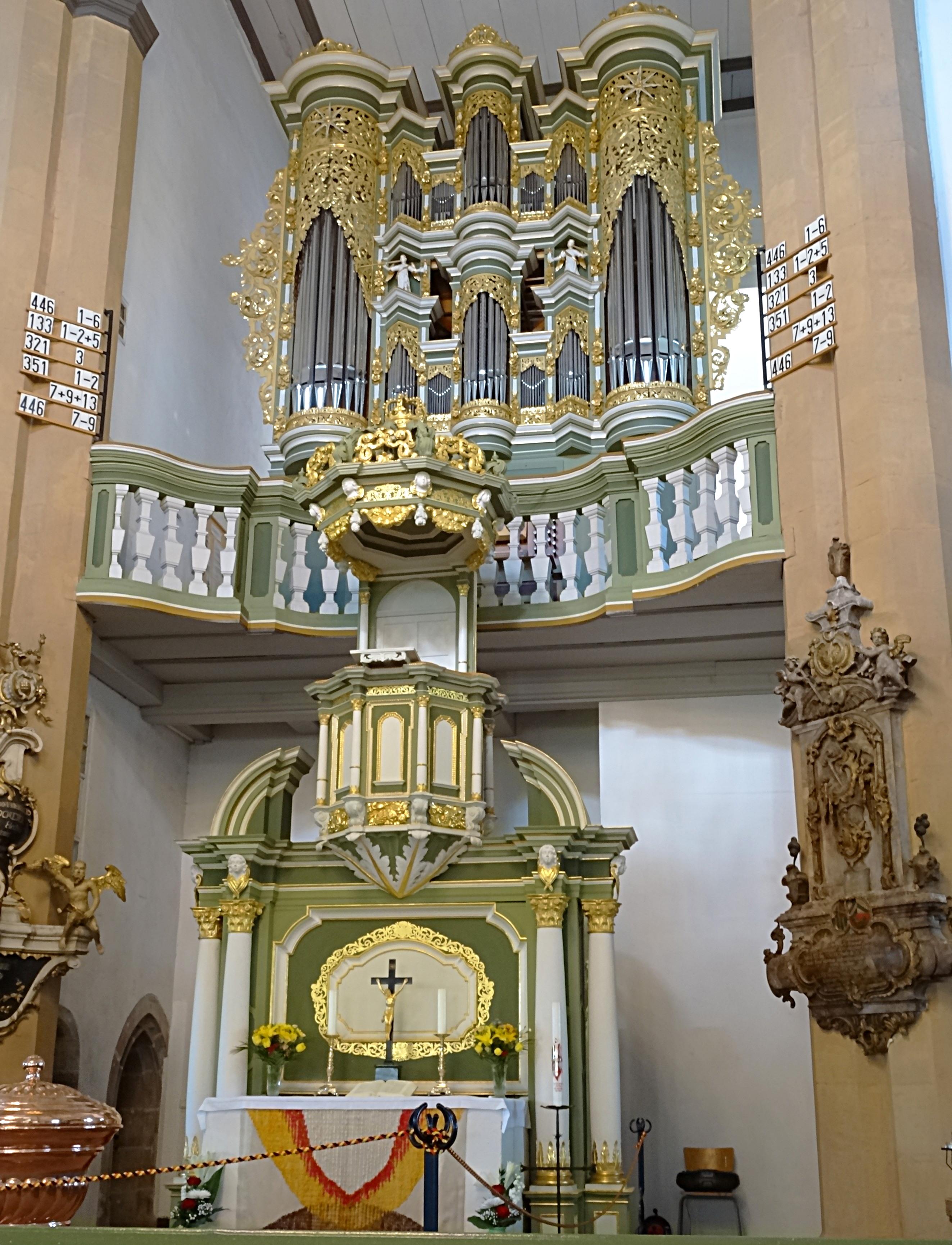
Altar, Kanzel, Orgel

Eine steinerne Kreuzigungsgruppe am nordwestlichen Emporenaufgang ist mit Datierung 15. Jahrhundert eine der ältesten Kunstschätze. Es zeigt Christus am Kreuz und Maria sowie Johannes als zusammengekauerte Figuren. Der Taufständer im Altarraum entstand um 1750. Er ist aus Kupfer und als Blütenkelch gestaltet. Epitaphien schmücken Wände und Pfeiler. An der Ostseite vor dem Chor befinden sich die Prinzipalstücke, der Altar, die Kanzel mit einem krönenden Kanzeldeckel und die Orgel. Sie sind mittig übereinander angeordnet und in weißen und grünen Tönen, mit viel Blattgold verziert, als barocke Einheit gestaltet.
In der Chorkapelle stehen vor der Ostwand aus Lindenholz geschnitzte Figuren, die dem 15. Jahrhundert zugeordnet werden und wohl Reste eines Altarwerkes sind. In der Mitte befindet sich eine 140 Zentimeter große Christusfigur, die von den Aposteln Paulus und Andreas auf der linken Seite und Simon sowie Philippus auf der rechten Seite, jeweils 75 Zentimeter hoch, eingerahmt wird. An der Westwand hängen Flachreliefs der Evangelisten Lukas und Johannes, die der Riemenschneiderschule zugeordnet werden.
Im Kirchturm hängen seit 1924 vier Eisenhartgussglocken mit Durchmessern zwischen 1,1 Meter und 1,6 Meter und Massen von zehn bis 37 Zentnern. Davor waren vier Bronzeglocken aus den Jahren 1608, 1688, 1753 und 1792 vorhanden, die 1917 und Anfang der 1920er abgegeben werden mussten.

## Ägidienkapelle

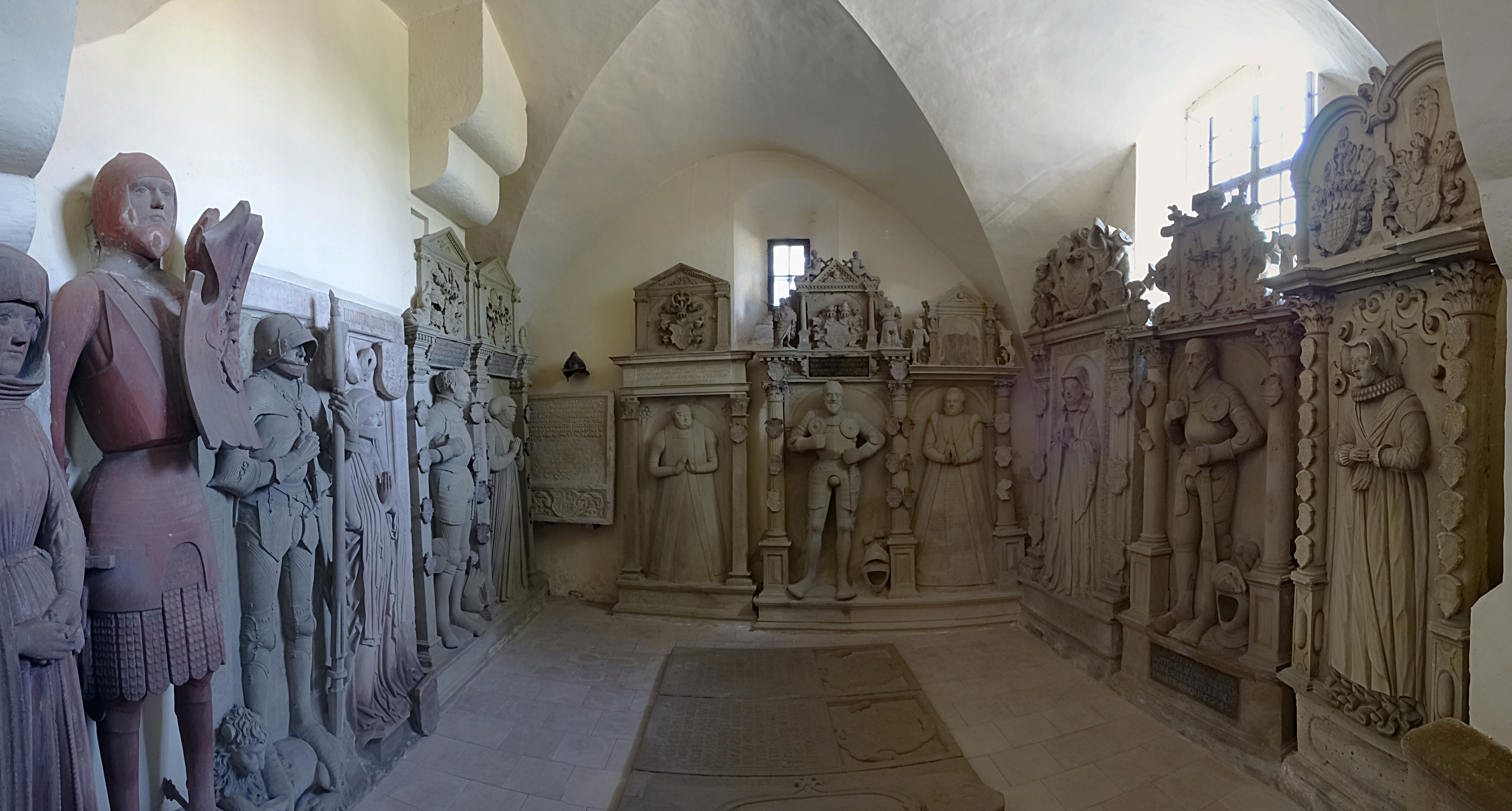
Ägidienkapelle

Die Ägidienkapelle ist durch ein schmiedeeisernes Gitter aus dem 16. Jahrhundert vom Kirchraum getrennt. Sie ist der Begräbnisort der Schleusinger Linie der Grafen von Henneberg, die 1583 erlosch. Graf Georg Ernst von Henneberg-Schleusingen hatte nach dem Tod seiner Gemahlin Elisabeth von Braunschweig 1566 die Verlegung der Begräbnisstätte der Henneberger aus dem Kloster Veßra in die Ägidienkapelle veranlasst. Vier Grabplatten bedecken den Boden der Kapelle. An den Wänden stehen Standbilder aller Henneberger Herrscher und ihrer Gemahlinnen, zurückgehend bis Wilhelm II., die vom Innsbrucker Bildhauer Siegmund Buchlinger von 1558 bis 1583 angefertigt wurden.

## Orgel

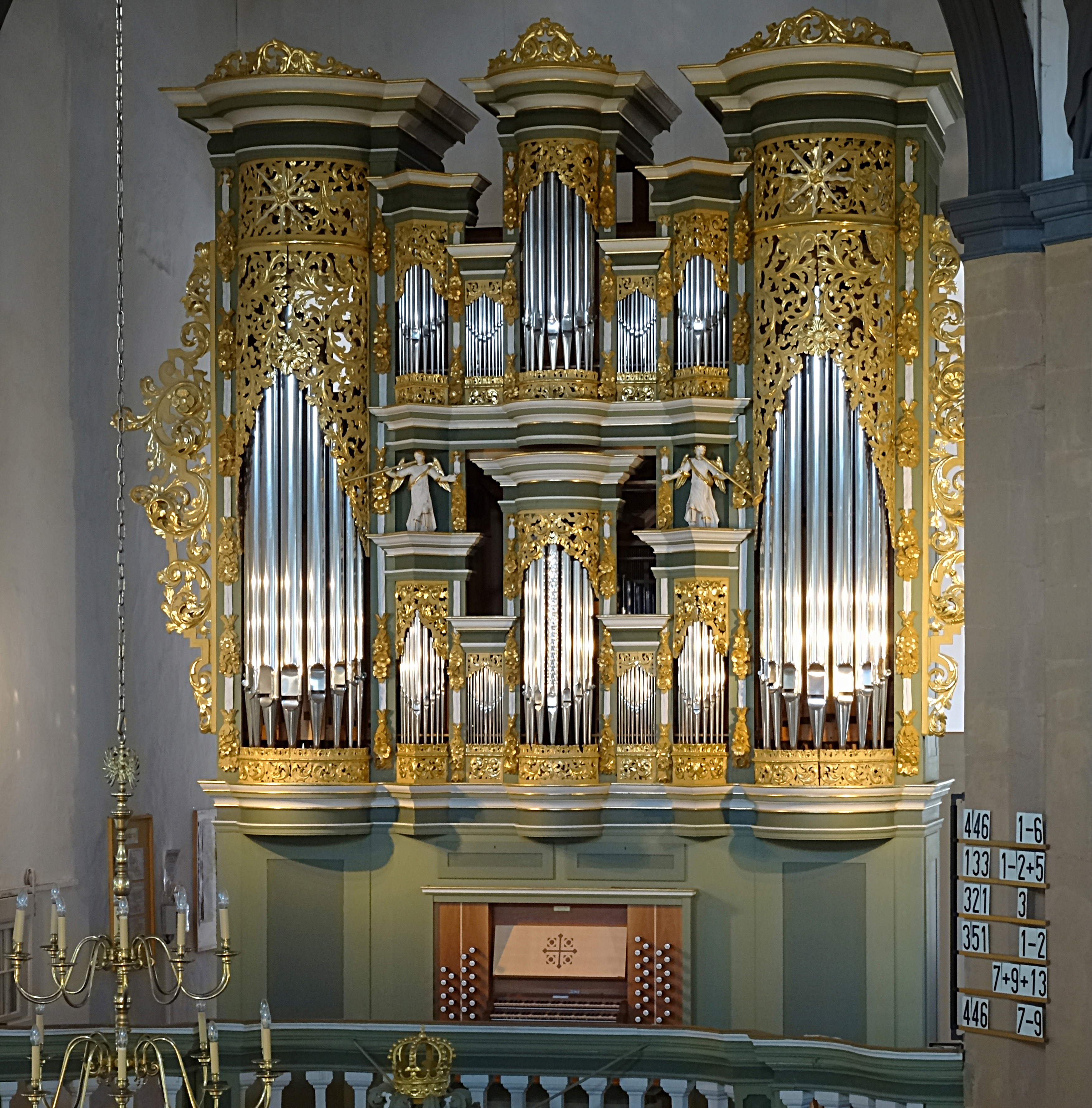
Orgel im Gehäuse von Nicolaus Seeber (1726)

Die Orgel errichtete 1726 der Römhilder Orgelbauer Nicolaus Seeber. 1895 baute Alfred Kühn aus Schmiedefeld das Instrument zu einer zweimanualigen Orgel mit 36 Registern und pneumatischer Traktur um. Rudolf Kühn aus Merseburg führte 1940/41 eine Erweiterung um ein drittes Manual und den Austausch des Spieltisches durch. Danach hatte die Orgel 49 Register mit 3074 Pfeifen. Aufgrund des schlechten Zustandes der Orgel war Anfang der 2000er Jahre eine Restaurierung des Instruments nicht möglich. Daher erfolgte zwischen 2006 und 2009 durch Hey Orgelbau eine Generalinstandsetzung, die einem Neubau gleichkam. Die ursprünglichen Register wurde so weit wie möglich in das Klangkonzept mit einbezogen. Die Orgel hat seitdem 39 Register und 2505 Pfeifen, von denen etwa 60 Prozent historischer Art sind.
Die Disposition der aktuellen Orgel lautet:
| I Hauptwerk C–g3 |                |       |  |
| 1.               | Bourdun        | 16′   |  |
| 2.               | Principal      | 8′    |  |
| 3.               | Viola di Gamba | 8′    |  |
| 4.               | Hohlflöte      | 8′    |  |
| 5.               | Octave         | 4′    |  |
| 6.               | Gemshorn       | 4′    |  |
| 7.               | Quinte         | 2 ⁄3′ |  |
| 8.               | Oktave         | 2′    |  |
| 9.               | Kornett V      | 8′    |  |
| 10.              | Mixtur IV      | 2′    |  |
| 11.              | Trompete       | 8′    |  |

| II Schwellwerk C–g3 |                        |        |
| 12.                 | Quintadena             | 16′    |
| 13.                 | Holzprincipal          | 8′     |
| 14.                 | Gedackt                | 8′     |
| 15.                 | Saliconal              | 8′     |
| 16.                 | Vox Coelestis          | 8′     |
| 17.                 | Fugara                 | 4′     |
| 18.                 | Flauto Travers         | 4′     |
| 19.                 | Nasard                 | 2 ⁄3′  |
| 20.                 | Flageolett             | 2′     |
| 21.                 | Terz                   | 1 3⁄5′ |
| 22.                 | Harm. Progressia II-IV | 2 ⁄3′  |
| 23.                 | Oboe                   | 8′     |
|                     | Tremulant              |        |

| III Oberwerk C–g3 |               |       |
| 24.               | Gedackt       | 8′    |
| 25.               | Viola         | 8′    |
| 26.               | Principal     | 4′    |
| 27.               | Flöte         | 4′    |
| 28.               | Octave        | 2′    |
| 29.               | Quintlein     | 1 ⁄3′ |
| 30.               | Cymbel IV     | 1′    |
| 31.               | Holzkrummhorn | 8′    |
|                   | Tremulant     |       |

| Pedalwerk C–f1 |               |         |
| 32.            | Principalbass | 16′     |
| 33.            | Violonbass    | 16′     |
| 34.            | Subbass       | 16′     |
| 35.            | Quintbass     | 10 2⁄3′ |
| 36.            | Octavbass     | 8′      |
| 37.            | Bourdon       | 8′      |
| 38.            | Octavbass     | 4′      |
| 39.            | Posaune       | 16′     |

- Manualkoppeln: II-16′/I, II-4′/I, II/I (elektrisch), III/I (mechanisch)
- Pedalkoppeln: III/P, II/P, I/P (mechanisch)
- Superkoppeln: II-4′, II-16′, II-4′/P, I-16′/P (elektrisch)
- Messingtritte: Tremulant SW, Tremulant OW, Glocken C-Dur (vorgesehen), Glocken G-Dur (vorgesehen)

## Kirchengemeinde
Bis zur Einführung der Reformation im Henneberger Land im Jahr 1544 gehörte die Gemeinde zum Kapitel Coburg des Bistums Würzburg. 1291 hatte der Johanniterorden von Graf Berthold VII. das Patronatsrecht erhalten. Der Orden war damit für Gottesdienst und Seelsorge zuständig. Eine Superintendentur mit den Dekanaten Ilmenau und Themar wurde nach 1583 in Schleusingen eingerichtet. Der Kirchenkreis Schleusingen umfasst die Pfarreien Frauenwald, Schmiedefeld, Waldau, Wiedersbach, St. Kilian, Hinternah mit Schleusingerneundorf, Kloster Veßra, Eichenberg und Bischofrod. Er wurde 1989 mit dem Suhler Kirchenkreis zum Kirchenkreis Henneberger Land zusammengelegt. Zum Kirchensprengel Schleusingen gehört die Stadt und ihre sieben Ortsteile mit rund 2000 Gemeindemitgliedern (Stand: 2006).